# Verzeille
Verzeille település Franciaországban, Aude megyében. Lakosainak száma 457 fő (2022. január 1.). Verzeille Couffoulens, Ladern-sur-Lauquet, Leuc, Pomas és Saint-Hilaire községekkel határos.

## Népesség
A település népessége az elmúlt években az alábbi módon változott:
| Lakosok száma | 297  | 341  | 355  | 415  | 452  | 480  | 493  | 504  | 489  | 457  |
|               | 1968 | 1982 | 1990 | 2006 | 2013 | 2015 | 2017 | 2019 | 2020 | 2022 |